# Гранітні скелі (заказник)
Грані́тні ске́лі — ботанічний заказник місцевого значення в Україні. Розташований на околицях села Гранітне Немирівського району Вінницької області. 
Площа 17,2 га. Оголошений відповідно до рішення 27 сесії 3 скликання Вінницької обласної ради від 19.02.2002 року № 593. Користувач: Брацлавська селищна ОТГ.
За фізико-географічним районуванням України (1968) належить до Гнівансько-Гайсинського району області Подільського Побужжя Дністровсько-дніпровської лісостепової провінції Лісостепової зони. Для цієї області характерні розчленовані глибокими долинами лесові височини з сірими опідзоленими ґрунтами, з геоморфологічної точки зору вона являє собою ерозійно-акумулятивно-денудаційну сильнохвилясту рівнину.
У заказнику кристалічні породи виходять на поверхню біля села Гранітне, на лівому березі річки Південний Буг, у вигляді вертикальних скель заввишки 20 м. Скелі дуже тріщинуваті і нагадують великі уламки, видовжені горизонтально (1,5-2 м завдовжки і 0,5-1 м заввишки), які утворюють розколини, уступи, козирки. 
За геоботанічним районуванням України територія належить до Європейської широколистяної області Подільсько-Бесарабської провінції Вінницького (Пентральиоподідьського) округу. 
У тріщинах і на горизонтальних уступах гранітних скель зростають аспленій волосоподібний, аспленій північний, очиток Рупрехта, цибуля круглоголова, гикавка сіра, перлівка трансільванська, полин дніпровський, різушка Таля, костриця овеча, нечуйвітер синякоподібний,  багатоніжка звичайна, міхурниця ламка, щитник чоловічий, дзвоники болонські, пирій повзучий, а також тонконіг стиснутий, очиток шестирядний, віскарія звичайна, волошка рейнська, молочай кипарисовий, полин австрійський, шебручка польова, чебрець подільський, дзвоники болонські, горобейник лікарський, маренка рожева, щавель горобиний.
У верхній частині обривисті схили переходять у горизонтальну поверхню з лучно-степовими угрупованнями, де домінують костриця овеча, келерія гребінчаста, тонконіг вузьколистий з участю псамофітів та лучно-степових видів: молочай кипарисовий, полин дніпровський, підмаренник справжній, конюшина польова, чебрець подільський, чистець прямий, дивина борошниста, деревій благородний, очиток їдкий, самосил гайовий, перстач сріблястий, люцерна румунська, синяк звичайний.
У сприятливих умовах формуються лісові насадження: клен татарський, в'яз голий, липа серцелиста. В чагарниковому ярусі поширені бруслина бородавчаста, гордовина, бузина чорна, а в трав'яному покриві — тонконіг дібровний, гравілат міський, чоловіча папороть, очиток Рупрехта. 
Об'єкт має велику наукову цінність, оскільки тут представлені типові, добре збережені наскельні угруповання. Крім того, на території заказника зростають такі види, як аспленій північний та аспленій волосовидний, занесені до списку рідкісних та зникаючих рослин Вінницької області.